# Lionel White
Lionel White (* 9. Juli 1905 in New York City; † 26. Dezember 1985 in Asheville, North Carolina) war ein US-amerikanischer Schriftsteller und Journalist, der überwiegend Kriminalromane schrieb.

## Leben
Lionel White arbeitete als Reporter für Kriminaldelikte und schrieb zwischen 1952 und 1978 achtunddreißig Kriminalromane, die anfänglich im Verlag Gold Medal lediglich als Taschenbücher verlegt wurden, später bei E. P. Dutton auch als Hardcover-Ausgaben erschienen. Viele von Whites Romanen wurden ins Deutsche übersetzt; die Ausgaben sind allerdings vergriffen. Einige seiner Romane wurden verfilmt, so etwa Clean Break von Stanley Kubrick unter dem Titel The Killing und The Snatchers als The Night of the Following Day mit Marlon Brando. Obsession gilt als Roman-Vorlage für Jean-Luc Godards Film Pierrot le fou.
Bei Erscheinen seines Romans The Ransomed Madonna (1964) bezeichnete die New York Times White als „Meister des großen Coups“. Quentin Tarantino benannte ihn im Abspann von Reservoir Dogs – Wilde Hunde als eine der inspirativen Quellen für den Film.

## Romane
- Seven Hungry Men! (1952)
- The Snatchers (1953)
  - Der Todesschrei im Morgengrauen, dt. von Benno Schnitzler; Bastei-Lübbe, Bergisch Gladbach 1972
- To Find a Killer (1954 – auch als Before I Die)
  - Poker mit dem Satan, dt. von Fritz Moeglich; Heyne, München 1962
- The Big Caper (1955)
- Clean Break (1955)
  - Totenschein im Handgepäck, dt. von Elisabeth Simon; Pabel, Rastatt 1975
- Flight into Terror (1955)
  - Flucht in die Gefahr, dt. von Esther Schiesser; Müller-Verlag, Zürich, Stuttgart, Wien 1955
- Love Trap (1955)
- Operation – Murder (1956)
  - Aktion Murder, dt. von ?; Constantin-Verlag, Karlsruhe 1960
- The House Next Door (1956)
  - Das Haus nebenan, dt. von Fritz Moeglich; Heyne, München 1962
- A Right for Murder (1957)
  - Requiem in Manhattan, dt. von Günter Hehemann; Heyne, München 1963
- Death Takes the Bus (1957)
- Hostage for a Hood (1957)
- Coffin for a Hood (1958)
  - Wer von uns ist morgen dran?, dt. von Richard Augustin; Pabel, Rastatt 1974
- Invitation to Violence (1958)
  - Heisser Schmuck, dt. von Fritz Moeglich; Heyne, München 1962
- Too Young to Die (1958)
- Rafferty (1959)
- Run, Killer, Run! (1959)
- The Merriweather File (1959)
  - Mörder unter sich, dt. von Günter Hehemann; Heyne, München 1961
- Steal Big (1960)
  - Der grosse Job, dt. von Fritz Moeglich; Heyne, München 1961
- Lament for a Virgin (1960)
- Marilyn K. (1960)
- The Time of Terror (1960)
  - Terror, dt. von Peter Witt; Heyne, München 1962
- A Death at Sea (1961)
- A Grave Undertaking (1961)
  - Das Bestattungsinstitut, dt. von Werner Gronwald; Heyne, München 1963
- Obsession (1962)
  - Kein Weg zurück, dt. von Werner Gronwald; Heyne, München 1964
- The Money Trap (1963)
  - Manche mögen Mord, dt. von Heinz Bruck; Heyne, München 1966
- The Ransomed Madonna (1964)
  - Lösegeld für eine Madonna, dt. von Jutta von Sonnenberg; Heyne, München 1964
- The House on K Street (1965)
  - Gefährliche Nachbarn, dt. von Gisela Stege; Heyne, München 1966
- A Party to Murder (1966)
  - Die Weihnachtsparty, dt. von Jutta von Sonnenberg; Heyne, München 1967
- The Mind Poisoners (1966)
- The Crimshaw Memorandum (1967)
  - Die 100 Dollar Stimme, dt. von Werner Gronwald; Heyne, München 1968
- The Night of the Rape (1967)
  - Die Nacht der Gewalt, dt. von Helmut Anders; Scherz, München, Bern 1972
- Hijack (1969)
  - Mit Vollgas ins Verderben, dt. von Klaus Prost; Scherz, München, Bern 1972
- Death of a City (1970)
  - Die schwarzen und die weissen Ratten, dt. von Eleonore Gabrich; Bastei-Lübbe, Bergisch Gladbach 1972. ISBN 978-3-404-00530-7
- A Rich and Dangerous Game (1974)
  - Die Todesfahrt, dt. von Hans Maeter; Heyne, München 1976. ISBN 978-3-453-10290-3
- The Mexico Run (1974)
  - Giftige Träume; von Wulf Bergner; Scherz, München, Bern 1976. ISBN 978-3-502-55577-3
- Jailbreak (1976)
- The Walled Yard (1978)

## Verfilmungen
- The Killing (USA 1956 / dt. Die Rechnung ging nicht auf; Regie: Stanley Kubrick – Verfilmung von Clean Break)
- The Big Caper (USA 1957 / Regie: Robert Stevens)
- The Merriweather File (USA 1961 / Episode der Fernsehserie Thriller; Regie: John Brahm)
- The Money Trap (USA 1965 / dt. Goldfalle; Regie: Burt Kennedy)
- The Night of the Following Day (USA 1968 / dt. Am Abend des folgenden Tages; Regie: Hubert Cornfield – Verfilmung von The Snatchers)
- Karvat (Finnland 1974 / Regie: Seppo Huunonen – Verfilmung von Obsession)
- Rafferty (Russland 1980 / Regie: Semyon Aranovich)